# Austrian Open 1979
L'Austrian Open 1979 è stato un torneo di tennis giocato sulla terra rossa. È stata la 34ª edizione del torneo, che fa parte del Colgate-Palmolive Grand Prix 1979. Si è giocato a Kitzbühel in Austria dal 23 al 29 luglio 1979.

## Campioni

### Singolare maschile
Vitas Gerulaitis ha battuto in finale  Pavel Složil con il punteggio di 6–2, 6–2, 6–4

### Doppio maschile
Željko Franulović /  Heinz Günthardt hanno battuto in finale  Dick Crealy /  Antonio Zugarelli con il punteggio di 6–2, 6–4